# Salem al-Najdi
Salem bin Abdullah bin S. Al-Najdi (arabisch سالم عبدالله النجدي; * 27. Januar 2003) ist ein saudi-arabischer Fußballspieler.

## Karriere

### Verein
Salem al-Najdi entstammt der Jugend von al-Fateh und rückte nach seiner Zeit in der U19 und der U23 in die erste Mannschaft auf. Für diese debütierte er im Juni 2022 in der Saudi Pro League. Im August 2024 wechselte er zu al-Nasr.

### Nationalmannschaft
Mit der saudi-arabischen U20 nahm er nach den Qualifikationsspielen auch an der Endrunde der Asienmeisterschaft 2023 teil. Nach Freundschaftsspielen mit der U21 folgten Partien mit der U23 bei der Westasienmeisterschaft 2024 und der Westasienmeisterschaft 2025.